# Stygoporus oregonensis
Stygoporus oregonensis is een keversoort uit de familie waterroofkevers (Dytiscidae). De wetenschappelijke naam van de soort is voor het eerst geldig gepubliceerd in 1994 door Larson & LaBonte.